# Radiografische besturing

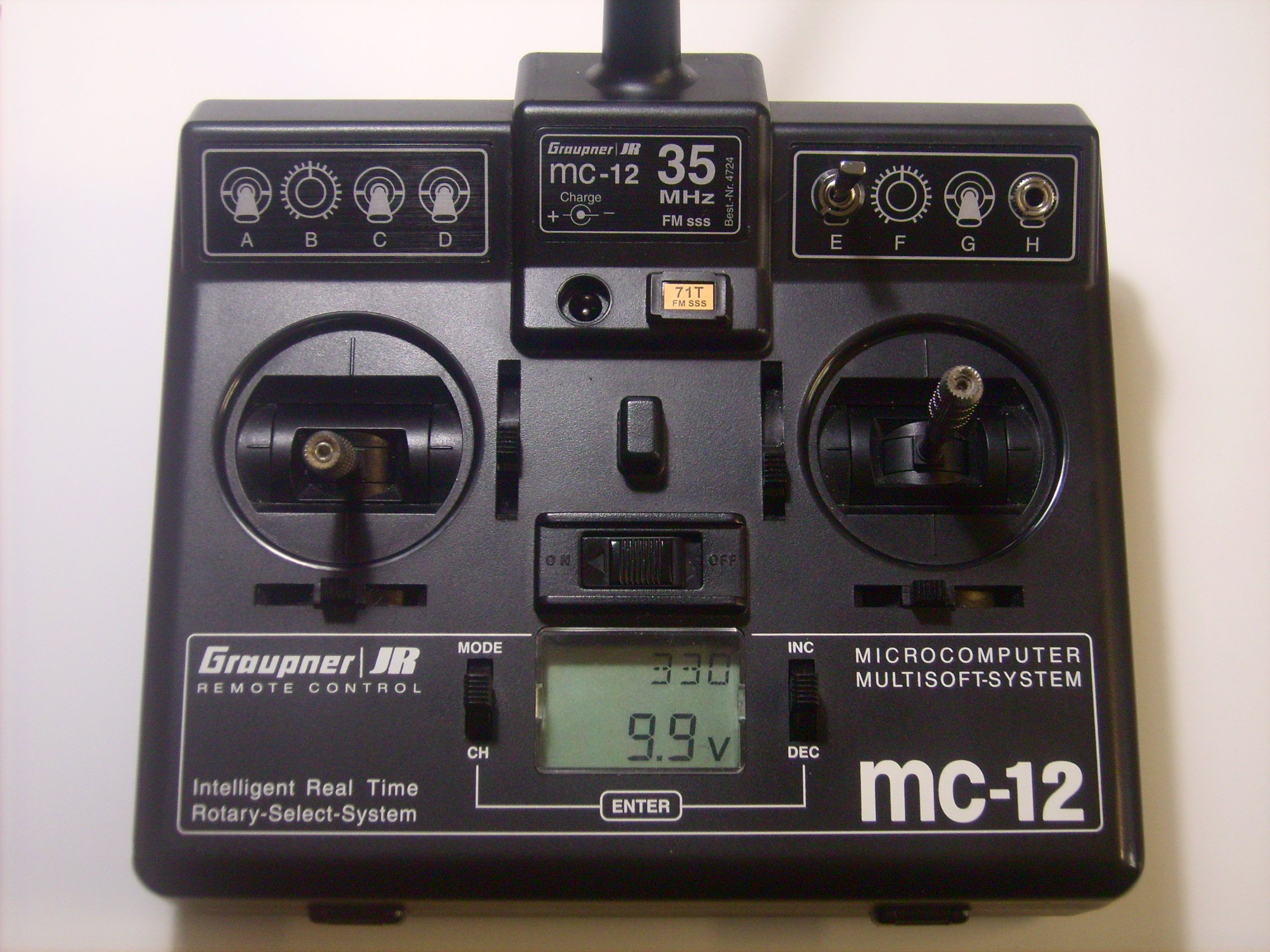
Afstandbesturing MC-12

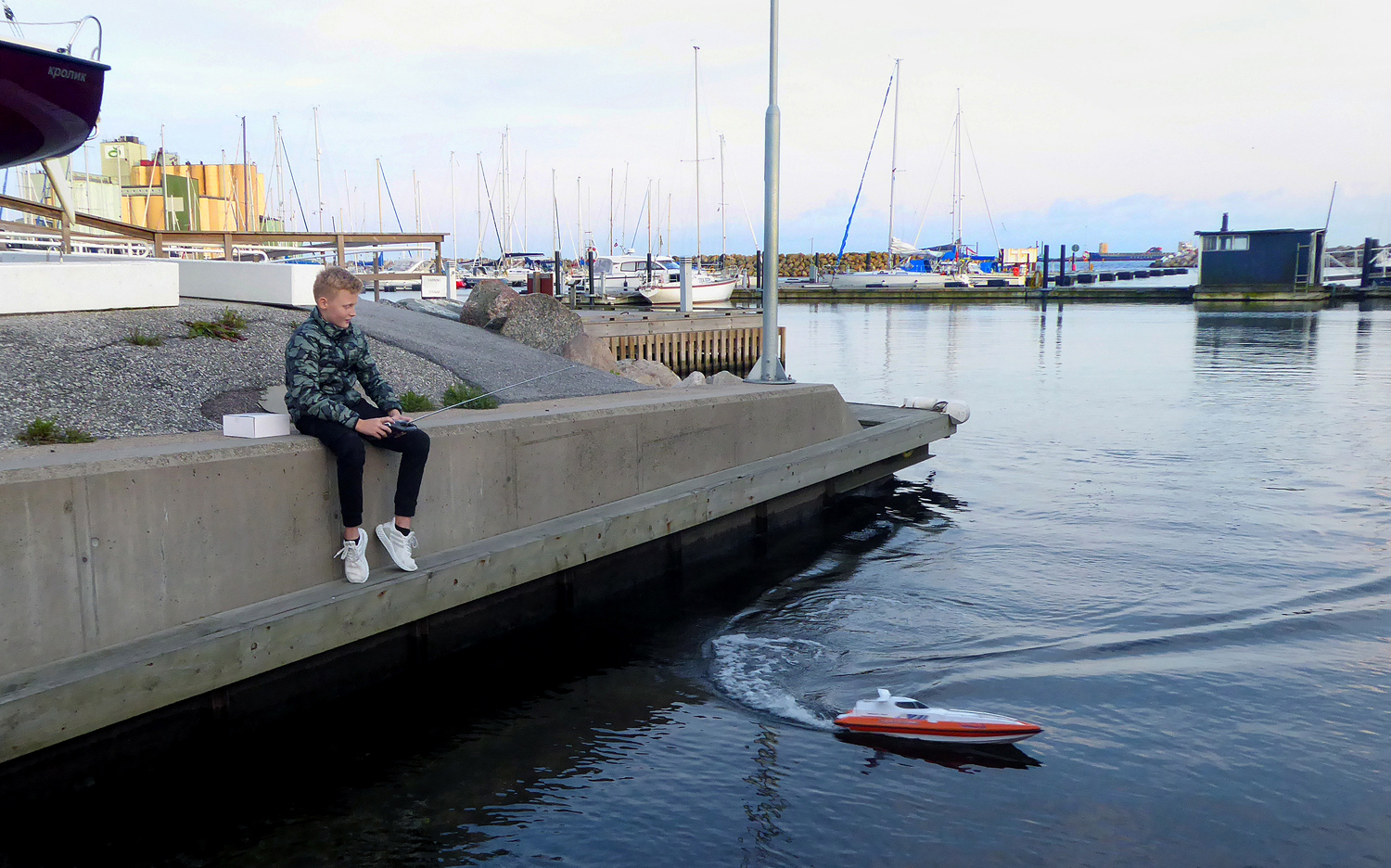
Een jongen vaart met zijn radiografisch bestuurde boot in de jachthaven van Ystad.

Radiografische besturing is een vorm van afstandsbediening, ook afgekort als RC (radio control). De meest uiteenlopende machines en toestellen kunnen radiografisch, dus op afstand, bestuurd worden.
Het principe werd in 1898 uitgevonden door Nicola Tesla, waarna de Spanjaard Leonardo Torres Quevedo vanaf 1901 zijn Telekino ontwikkelde, waarmee hij achtereenvolgens een luchtschip, een driewieler en een boot bestuurde. In september 1906 vond de officiële presentatie plaats in de Ría de Bilbao, in aanwezigheid van koning Alfonso XIII.

## Modelbouw
De meeste gemotoriseerde modelbouwvoertuigen maken gebruik van RC. Dit zijn onder andere:
- Radiografisch bestuurde auto's
- RC trucks
- RC tanks
- RC boot
- RC hovercrafts
- RC helikopters
- RC zeilboten
- RC vliegtuigen

Deze modellen bevatten een ontvanger, (meestal) servo's en een accu. De modellen worden via radiotransmissie (sinds 2013 met 2,4GHz maar ook het oudere systeem met frequentiemodulatie (FM)) van de zender naar de ontvanger door middel van kristallen (35MHz alleen voor RC-vliegtuigen en 40 MHz voor RC-auto's en RC-boten) bediend. De ontvanger bestuurt de aangesloten servomotoren die op hun beurt verschillende functies in het model aansturen. Zo wordt bijvoorbeeld de gasstand van een modelbouw brandstofmotor, of bij een elektronische aandrijving de elektronische motorregelaar geregeld.
Servo's worden verder gebruikt om roeren, wielen en zeilwinches te bewegen waardoor het model van rij (op de grond), hoogte of vliegrichting verandert. Een modelbouwzender beschikt over 2 tot 18 verschillende kanalen waardoor bijvoorbeeld ook andere functies zoals een brandspuit op een brandweerboot bediend kunnen worden.
Het voordeel van deze radiografisch bestuurbare modellen is dat een zelfgebouwd voertuig daadwerkelijk in beweging gebracht kan worden en dat er een grotere reikwijdte is dan bij draadbestuurde modellen. Bovendien kan de operator op een plaats blijven staan, wat bij draadbestuurde modellen niet kan. Ook is het mogelijk om competities te houden waarbij elke bestuurder een andere frequentie (afstemming is alleen nodig bij de 35 en 40MHz zender/ontvangers. Bij de moderne 2,4GHz is de directe en unieke koppeling tussen zender en ontvanger voldoende, zodat onderlinge verstoringen niet voorkomen en dus afstemming niet nodig is) op zijn besturingset kiest.
Een nadeel is dat de reikwijdte niet oneindig is (vooral bij speelgoed en voertuigen is de reikwijdte snel te klein) en dat de afstand van besturing ook benadeeld wordt door het menselijk zicht. Bovendien wordt een model vaak buiten gebruikt, waarbij weersomstandigheden van invloed kunnen zijn. Ook kunnen accu's of brandstoftankjes vrij snel (± 15 tot 20 min. afhankelijk van het model en kwaliteit van de gebruikte energiebron) op gaan waardoor de actie onderbroken moet worden. Handig is het om alvast wat reserve accu's opgeladen te hebben.

## Industriële radiografische besturing
Tegenwoordig wordt er in de industrie ook gebruik gemaakt van radiografische besturing, bijvoorbeeld rolbruggen of schakelinstallaties voor locomotieven. Ook worden radiografisch bestuurbare teleoperators gebruikt voor inspecties en op speciale voertuigen om bommen te ontmantelen. Sommige van deze radiografisch bestuurbare apparaten worden robots genoemd. De classificatie teleoperators zou een passendere zijn.
Een radiografisch gestuurd industrieel object kan zowel door een persoon als door een computer worden bestuurd. Dit is een zogenoemde machine to machine (M2M) modus. Denk hierbij bijvoorbeeld aan een geautomatiseerd warenhuis. Hier kan een radiografisch bestuurbare kraan worden gebruikt om een individueel object te pakken. Industriële handelingen, zoals bijvoorbeeld hijsen of optillen, die radiografisch uitgevoerd worden, dienen fail-safe ontworpen te worden in de meeste landen.
Een industriële radiografische afstandbediening werkt vaak anders dan de consumenten variant. Zodra de ontvanger een radio signaal ontvangt van de verzender, valideert de ontvanger dit. Er wordt dan gekeken of de juiste frequentie en beveiligingscodes gebruikt zijn. Zodra deze verificatie succesvol is voltooid, verstuurd de ontvanger een bevestiging hiervan naar een zogenoemde relais. Deze relais activeert vervolgens een functie die overeenkomt met de instructie van de verzender. Dit kan bijvoorbeeld zijn om een elektrische directionele motor te activeren van een kraan aan rails. In een ontvanger zitten meestal meerdere relais. In een complexe installatie zoals bijvoorbeeld een kraan, zitten er soms wel 12, om alle richtingen te kunnen controleren. In een ontvanger die een deur opent, zijn vaak twee relais al afdoende.

## FPV-drones
Bij militaire FPV-drones krijgt de bestuurder een individueel of “eerste-persoons” perspectief (Engels First-person view of FPV)  via een boordcamera die video doorgeeft aan een  speciale bril of een monitor.  Tijdens de Russische invasie van Oekraïne sinds 2022 zijn FPV drones, vaak bewapend met explosieven en gebruikt als kamikazedrones, door beide partijen in het conflict gebruikt. Aanvankelijk werden ze vooral door Oekraïne ingezet, maar later ook door Rusland.